# Andrea Cavinato
Andrea Cavinato (Treviso, 15 luglio 1963) è un ex rugbista a 15, allenatore di rugby a 15 e dirigente sportivo italiano, in carriera agonistica attivo nel ruolo di mediano d'apertura e tre quarti centro.

## Biografia

### Attività da giocatore
Militò nel settore giovanile del Benetton e collezionò alcune presenze nelle rappresentative nazionali Under-17 e Under-19.
Con la prima squadra del Benetton giocò solo due volte tra il 1982 e il 1985.
Dal 1986 al 1993 militò nel Casale, con 55 presenze totali in quattro campionati di A1 e tre di A2.

### Attività da allenatore
Cavinato partì dalle giovanili del Benetton e, dopo un passaggio nelle rappresentative federali giovanili, fu nel 2004 in Super 10 alla guida tecnica del Calvisano, reduce da quattro finali scudetto perse consecutivamente e da lui condotto al titolo nazionale alla sua prima stagione battendo il Benetton; un anno più tardi, contro lo stesso avversario, perse la gara per il titolo.
Tornato in Federazione come tecnico dell'Italia U-19, vinse il mondiale giovanile B, e nel 2007 fu a Parma per due stagioni con altrettante Coppe Italia e una Supercoppa, mentre continuò a tenere l'incarico federale di allenatore dell'Under-20, della quale si occupò a tempo pieno finito il contratto con la squadra emiliana.
Tornato a Calvisano cinque anni dopo la sua ultima panchina, si aggiudicò al primo anno scudetto e Trofeo Eccellenza; nel 2013 passò a guidare la franchise federale delle Zebre in Pro12, per passare al Petrarca due anni più tardi.
In entrambe le stagioni in cui fu alla guida della squadra padovana Cavinato raggiunse i play-off, ma il contratto non gli fu rinnovato e nel 2017 divenne Director of Rugby del Montebelluna in serie C.
Dal 2022 è l'allenatore-capo del Vicenza con cui ha vinto il campionato nazionale di serie A.

## Palmarès

### Allenatore
- Campionati italiani: 3
Calvisano: 2004-05, 2011-12
Vicenza: 2022-23
- Coppe Italia: 2
Parma: 2007-08, 2008-09
Calvisano: 2011-12
- Supercoppe d'Italia: 1
Parma: 2008